# Himantura pastinacoides
Himantura pastinacoides és una espècie de peix pertanyent a la família dels dasiàtids.

## Descripció
- Pot arribar a fer 80 cm de llargària màxima.[5][6]

## Reproducció
És ovovivípar.

## Hàbitat
És un peix marí, demersal i de clima tropical.

## Distribució geogràfica
Es troba a Indonèsia: Borneo, Java i Sumatra.

## Estat de conservació
La destrucció del seu hàbitat i la contaminació química a través de l'aqüicultura (en concret, la conversió de manglars en vivers de gambetes), les activitats mineres i el desenvolupament costaner són les seues principals amenaces.

## Observacions
És inofensiu per als humans i consumit per la seua carn, la pell i el cartílag.